# Блютнер-оркестр
Блютнер-оркестр (нем. Blüthner-Orchester) — немецкий симфонический оркестр, действовавший в 1907—1933 гг. в Берлине. Был основан фирмой музыкальных инструментов Blüthner и выступал в концертном зале, сооружённом этой фирмой.
Отличительной чертой оркестра, особенно на раннем этапе, было привлечение в состав молодых талантливых исполнителей: среди оркестрантов (для которых это зачастую было первым местом работы) в разные годы были Луис Персинджер (концертмейстер самого первого состава оркестра), Юджин Орманди, Герман Шерхен (игравший на альте). Дирижировали оркестром Франц Альшауский, Зигмунд фон Хаузеггер, Макс фон Шиллингс, Эдмунд фон Штраус, Уоллингфорд Риггер, Зельмар Мейровитц, Пауль Шайнпфлюг, Яша Горенштейн, в 1921—1925 гг. главным дирижёром был Камилло Гильдебранд.
Среди важнейших событий в истории оркестра — берлинская премьера Седьмой симфонии Густава Малера (1908), первое исполнение музыки Эдгара Вареза (симфоническая поэма «Бургундия», 15 декабря 1910 г., дирижёр Йозеф Странский, — инициатором этого события выступил Рихард Штраус), премьеры Рапсодии для фортепиано с оркестром Нади Буланже (1913, солист Рауль Пюньо) и первого фортепианного концерта Сергея Борткевича (1913, солист Хуго ван Дален) — в обоих случаях с композиторами за пультом, первая значительная запись музыки «Кольца нибелунга» Рихарда Вагнера (бо́льшая часть первого акта «Валькирии», 1913, вокальные партии — Жак Деккер, Эрна Денера, Генрих Кноте и Густав Швеглер).
В 1925 г. оркестр был переименован в Берлинский симфонический оркестр (нем. Berliner Sinfonie-Orchester), возглавил коллектив Оскар Фрид, вторым дирижёром в последние годы был Хельмут Тирфельдер. После прихода к власти нацистов оркестр был очищен от музыкантов неарийского происхождения, Фрид эмигрировал. Оставшиеся 24 музыканта были приняты в состав Берлинского филармонического оркестра, где вскоре организовали противостояние с главным дирижёром Вильгельмом Фуртвенглером (добиваясь полной ариезации и этого коллектива), однако Фуртвенглеру удалось пресечь конфликт и отменить решение о слиянии.